# 德国井广场
59°19′26″N 18°04′22″E / 59.32383°N 18.07277°E

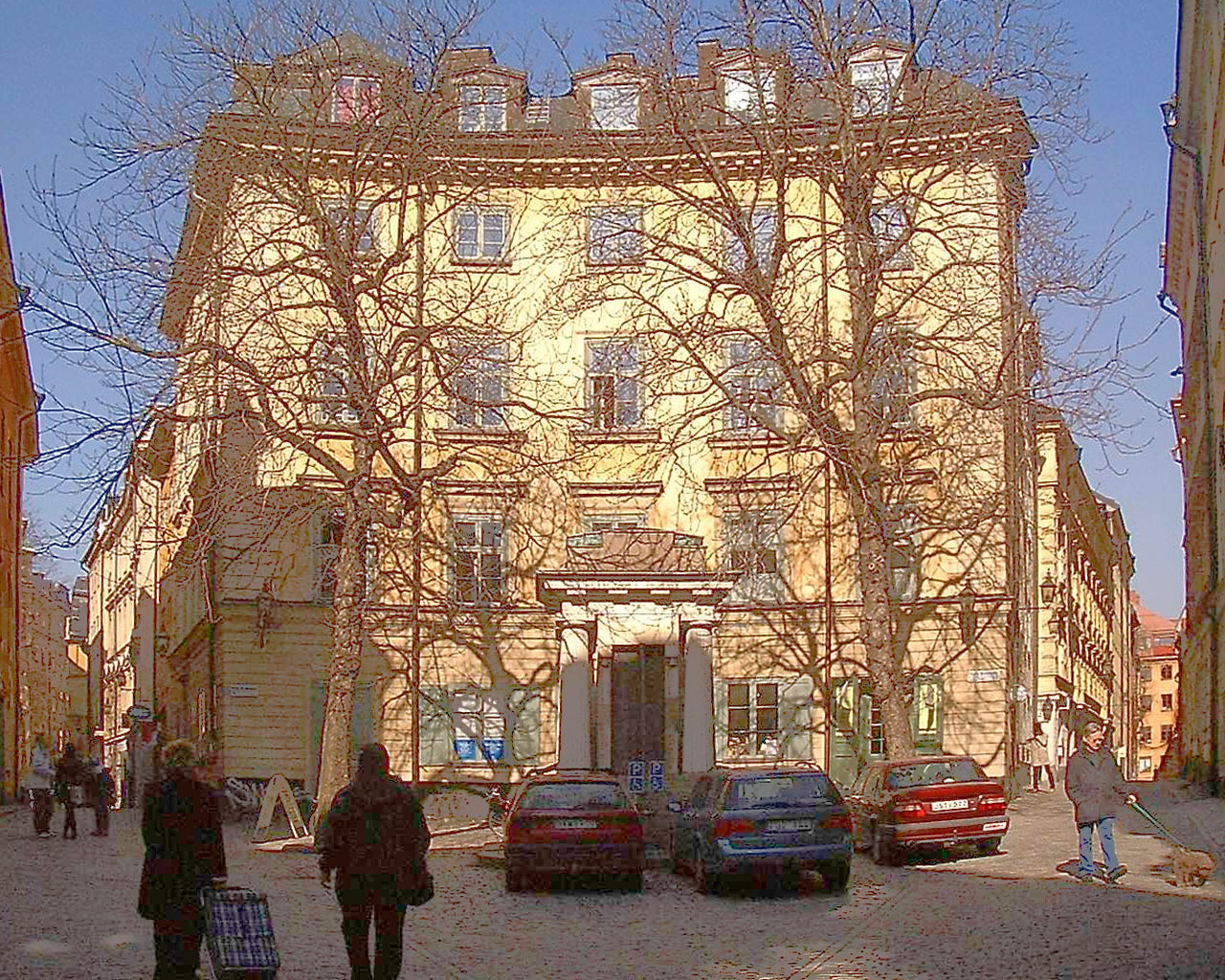
德国井广场

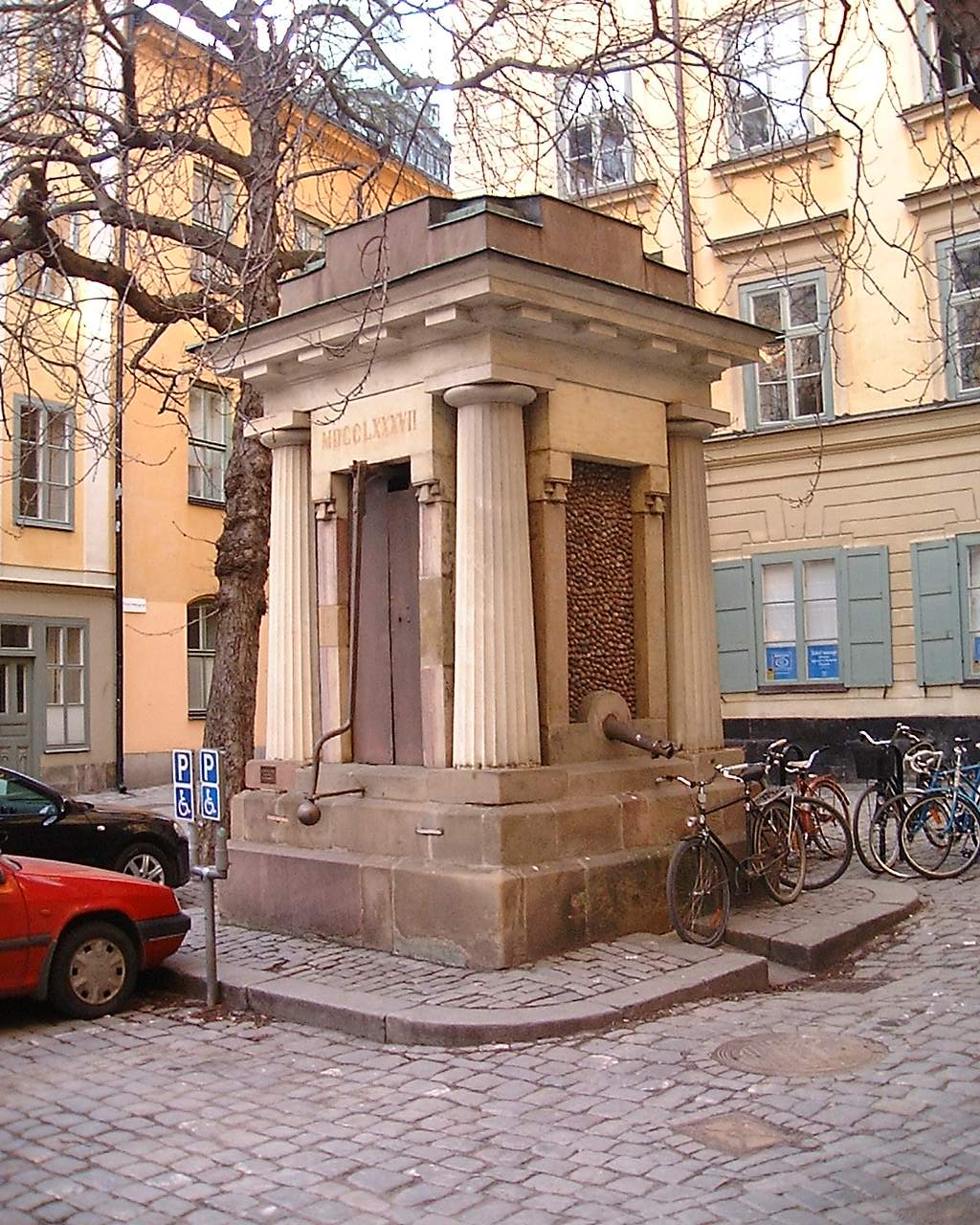
井

德国井广场（瑞典语：Tyska Brunnsplan）是瑞典斯德哥尔摩老城的一个三角形小广场。它坐落在黑人街（Svartmangatan）与慈善机构街（Själagårdsgatan）的交界处，前者通往大广场（Stortorget），后者通往火烧地（Brända Tomten）。正如当地其他一些地名，如德国马厩广场（Tyska Stallplan）和德国学校巷（Tyska Skolgränd），广场得名于附近的德国教堂，此街区曾经为德国人居住的社区。 

## 历史
18世纪后期，该市的消防公司在不同地点建立了所谓的转弯空间（空间足够马车转弯半径），以防止发生火灾时人群拥挤发生意外。因此在1783年拆除这个位置上的建筑物，让更多的空间。他们任命城市建筑师Erik Palmstedt 设计新的广场。古斯塔夫时代建筑师的新古典主义野心被迫与中世纪的城市景观妥协，导致目前规模较小；凹凸的立面上有各种尺寸的窗户，还有多立克柱式铸铁柱子。19世纪，在广场的东侧兴建了斯德哥尔摩第一座犹太会堂，但是从1870年这个位置改为警察局。
今天，井的两侧是两棵板栗树，曾经是天鹅药房所在地。开辟广场后，药房迁至黑人街对面，其标志仍然悬挂着。其原址今天是一个公共浴室和学校。